# Abou Diaby
Vassiriki Abou Diaby, född 11 maj 1986 i Aubervilliers, mer känd som Abou Diaby, är en fransk fotbollsspelare. Diabys naturliga position är box-to-box-mittfältare eftersom han är bra både i offensiven och i defensiven. På grund av sitt fysiska spel och inställning har han, av Arsène Wenger och journalister, jämförts med Arsenallegendaren Patrick Vieira.

## Klubbkarriär

### Tidig karriär
Diaby föddes i Aubervilliers och började spela fotboll för hemstadens klubb CM Aubervilliers. Under sina fyra år i klubben gjorde Diaby stora och snabba framsteg, vilket ledde till att han flyttade till lokalklubben Red Star Paris, där han tillbringade ett år. Vid 13 års ålder lämnade han klubben och skrev på ett ungdomskontrakt för den professionella klubben PSG., trots att han var Marseillesupporter. Efter cirka två år lämnade han klubben och tillbringade sedan ett år i den berömda ungdomsakademin Clairefontaine innan han 2002 gick till Auxerre och var med i truppen som vann U16-mästerskapen samma år. Hans tränare på den tiden, Christian Henna, beskrev Diaby som en "väldigt bra tekniker med mycket snabbhet i sig". Han hade utvecklats till en lång kraftfull mittfältare. Efter att ha tillbringat ett år med Auxerre på ungdomsnivå skrev Diaby på proffskontrakt med klubben och anslöt sig till Auxerres B-lag 2003. Han gjorde totalt 11 ligamatcher och ett mål för B-laget innan han 2004 gick upp till A-laget. Hans debut med förstalaget kom den 14 augusti 2004 när han hoppade in i 89:e minuten mot Rennes. Under sitt första och enda år med Auxerre gjorde han sammanlagt 10 ligamatcher och 1 mål.

### Arsenal

#### Säsongen 2005–2006
Den 12 januari 2006 gick Diaby till Arsenal för två miljoner pund, motsvarande cirka 21 miljoner i SEK, och skrev på för fyra år med klubben. Bara några dagar innan övergången till Arsenal rapporterades det att Diaby hade varit nere hos Arsenals rivaler Chelsea och talat med José Mourinho om en övergång, men tackat nej till deras bud. Han sa senare att "Wenger var bättre än Mourinho, det är allt" och att han var jätteglad att tillhöra Arsenal. Wenger uttalade sig också och sade att "Diaby är en stark mittfältare som visade stor potential under sin tid i Auxerre och kommer att bli en enorm förstärkning till truppen". Han tilldelades nummer två, som ingen haft sedan Lee Dixons dagar. Den 21 januari samma år gjorde han debut när han hoppade in i en 1–0-förlust borta mot Everton. Den 26 februari gjorde han Champions League-debut när han hoppade in i den 80:e minuten då han ersatte José Antonio Reyes i en match som slutade 1–0 till Arsenal. Den 1 april gjorde han sitt första mål för klubben när han framspelad av Emmanuel Adebayor fastställde slutresultatet 5–0 mot Aston Villa genom en bredsida upp i nättaket. En månad senare, den 1 maj, bröt han fotleden efter en tackling av Dan Smith i en bortamatch mot Sunderland. Skadan gjorde att han missade de två sista ligamatcherna för säsongen och Champions League-finalen mot Barcelona.

#### Säsongen 2006–2007
Den 9 januari 2007 gjorde han comeback när han i den 74:e minuten hoppade in i 6–3-vinsten mot Liverpool på Anfield i Ligacupen. Den 25 februari i Ligacupfinalen mot Chelsea, sparkade Diaby av misstag John Terry i ansiktet när han efter en hörna skulle rensa bollen i en tilltrasslad situation. Terry blev utburen på bår med syrgasmask och fördes till sjukhus. Den 14 mars gjorde Diaby sitt första och enda mål för säsongen 2006–2007 när han styrde in Julio Baptistas skott i en 1–0-seger mot Aston Villa.

#### Säsongen 2007–2008
Den 22 september 2007 gjorde Diaby sitt första mål för säsongen när han i en 5–0-seger mot Derby County sköt ett skott i krysset. Den 12 december öppnade han målskyttet för Arsenal när de vann med 2–1 mot Steaua Bucharest i Champions League. Den 18 december gjorde han mål i Arsenals 3–2-seger mot Blackburn i semifinalen i Ligacupen. Den 29 mars 2008 blev han utvisad efter att ha gått in med dobbarna före på Grétar Steinsson mot Bolton. Den 8 april samma år gjorde han sitt andra Champions League-mål i en 4–2-förlust mot Liverpool på Anfield.

#### Säsongen 2008–2009
Den 26 december 2008 gjorde han sitt första Premier League-mål för säsongen, men också sitt första Premier League-mål i Arsenaltröjan, i en 2–2-match mot Aston Villa. Diaby avslutade säsongen med att göra Arsenals tredje mål i en 4–1-seger över Stoke.

#### Säsongen 2009–2010
Diaby började säsongen på bänken men efter en skada på Denílson fick han chansen och tog den och blev en del av tremannamittfältet tillsammans med Cesc Fàbregas och Alex Song. Han gjorde totalt fyra mål innan han slog upp en gammal skada mot Wolves, vilket gjorde att Diaby missade Frankrikess playoffmatch mot Irland. Den 27 december gjorde han sitt sjätte mål för säsongen mot Aston Villa, nästan exakt ett år efter att han gjort sitt första Premier League-mål, denna gången återigen mot Aston Villa. Den 10 februari 2010 gjorde Diaby sitt sjätte ligamål och sitt sjunde för säsongen efter att ha gjort Arsenals enda mål i en 1–0-seger mot Liverpool hemma på Emirates Stadium.

#### Säsongen 2010–2011
Abou Diaby lyckades aldrig ta en ordinarie plats i Arsenal, mycket på grund av sina skadeproblem. Detta trots att många förväntade sig att Diaby skulle ta plats på Arsenal centrala mittfält tillsammans med Alex Song och Cesc Fabregas. Det var ynglingen Wilshere som tog platsen och som även fick sitt genombrott under säsongen. Diaby spelade de första matcherna under säsongen 2010–2011, men hans skadeproblem skulle hålla honom borta från kontinuerligt spel i fem månader. När han var tillbaka tog han ingen ordinarie plats i startelvan utan fick nästan bara spela matcher i Ligacupen och FA-cupen. De matcher han verkligen fick visa sig i var när Song var borta med en knäskada och därför spelade Diaby samtliga matcher under mars månad.

#### 2012–i dag
Inför säsongen 2012/2013 lämnade Alex Song klubben, vilket resulterade i att Diaby startade i Arsenals tre första matcher. I en av matcherna, en 2–0-seger över Liverpool på Anfield, blev han utnämnd till matchens spelare av Sky Sports. Dock skadade han sig den 29 september i en 2–1-förlust mot Chelsea. Den 13 januari 2013 återvände Diaby från skadeuppehållet och spelade i en 2–0-förlust mot Manchester City.
Den 28 mars meddelades det att Diaby skadat främre korsbandet i sitt vänstra knä och att han efter operationen skulle vara borta cirka 8-9 månader. 
Inför säsongen 2013/2014 meddelade Arsenal att Diaby hade bytt sitt tröjnummer från 2 till 24. Därefter meddelades det att han skulle vara borta fram till mars 2014 och fortsätta behandlas för sitt knä.
Den 11 maj 2014, i Arsenals sista match för säsongen 2013/2014, återvände Diaby från skadeuppehållet och byttes in i en 2–0-vinst över Norwich City.
Den 10 juni 2015 släpptes Diaby av Arsenal.
Den 26 februari 2019 meddelade Diaby att han avslutade karriären.

## Landslagskarriär
Diaby blev uttagen fjorton gånger till Frankirkes U19-landslag. I februari 2006 gjorde han debut för Frankrikes U21-landslag. Den 24 mars 2007 blev han inbytt mot Litauen i en kvalmatch till EM 2008. Nästa match spelade han 57 minuter mot Australien när Frankrike vann med 1–0. I maj 2010 blev Diaby uttagen i Frankrikes trupp till VM 2010. Den 11 juni 2010 startade Diaby i Frankrikes öppningsmatch mot Uruguay. Matchen slutade 0–0 och Diaby blev utsedd till matchens lirare.   